# Hypena extensa
 (avril 2025).
Espèce
Hypena extensa est une espèce de papillons de nuit de la famille des Erebidae originaire d'Inde et du Sri Lanka,.

## Systématique
Le nom valide complet (avec auteur) de ce taxon est Hypena extensa Walker, 1866.